# Лизихитон камчатский
Лизихитон камчатский, или Временнокрыльник камчатский (лат. Lysichiton camtschatcensis), — многолетнее травянистое растение с необычно выглядящими соцветиями и огромными листьями, вид рода Лизихитон (Lysichiton) семейства Ароидные (Araceae), типовой вид этого рода. Естественный ареал вида — российский Дальний Восток и Япония; растёт во влажных местах.
Лизихитон камчатский — реликт более тёплых климатических периодов. Ядовитое растение. Культивируется как декоративное; на Сахалине используется как корм для свиней.

## Распространение
В России растение встречается на Камчатке (местные названия — «чкау» и «цкавуч»), Сахалине, Курильских островах, в Хабаровском крае (Шантарские острова, устье Амура, север западного побережья Татарского пролива) и Магаданской области. Растение также распространено в северной части Японии (острова Хоккайдо, Хонсю), южная граница японской части ареала проходит по южной части Хонсю на уровне 35° северной широты.
|  |
|  |

Растёт по болотам, в болотистых лесах, на болотистых лугах, на заболоченных участках в поймах рек и ручьёв, в сырых ольшаниках, в небольших по площади низких местах, в которых задерживается дождевая или талая вода (так называемых «мочажинах», «мочежинах»). Реже встречается в болотистых местах, покрытых мхом.

## Биологическое описание

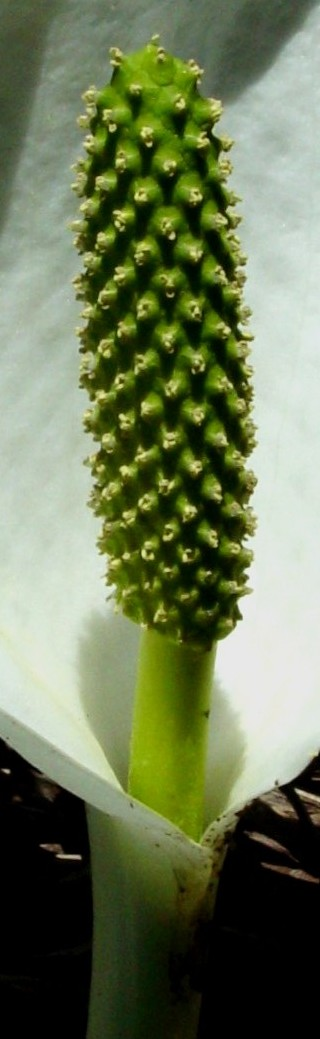
Лизихитон камчатский, соцветие крупным планом. Префектура Гифу, Хонсю, Япония

Многолетнее травянистое растение высотой до 1,2 м с толстым подземным ползучим корневищем. Жизненная форма (по Раункиеру): гемикриптофит.
Все листья — прикорневые, собраны в розетку. Листья крупные, распростёртые, толстоватые, цельнокрайние, сверху сизые, снизу — бледно-зелёные; на широких крылатых черешках длиной от 10—15 до 40—45 см. Размер листовых пластинок — от 30 до 100 см в длину и до 30 см в ширину. Пластинки — с утолщённой средней жилкой, в верхней части могут быть как островатыми, так и туповатыми. Форма пластинок — эллиптическая или овально-эллиптическая, реже овально-удлинённая либо ланцетно-удлинённая. Во время цветения листья ещё небольшие, они отрастают позже.
Соцветие — широкоцилиндрический початок длиной от 10 до 15 см, иногда слегка утончающийся в верхней части. Соцветие расположено на толстой безлистной ножке (цветоносе) зелёного цвета, имеющей длину до 30 см и диаметр 1—2 см. Покрывало (крыло) соцветия — белое (беловатое), широколанцетное или удлинённо-ланцетное, длиной от 20 до 30 см и шириной от 4 до 10 см, с выростом на верхушке в форме колпачка; в начале цветения полностью окутывает початок, затем начинает постепенно разрушаться, покрывая лишь основание цветоносного побега, и к моменту созревания плодов обычно полностью исчезает (засыхает и опадает).
Цветки мелкие, невзрачные, с простым околоцветником, состоящим их четырёх листочков; обоеполые. Листочки околоцветника продолговатые (продолговато-линейные), сводообразные, длиной от 4 до 6 мм. Тычинок четыре, они короче пестика, их нити немного расширены и сплюснуты. Завязь удлинённо-овальная, рыльце небольшое, сидячее. Плод — двугнёздная ягода зелёного цвета. Семена эллиптические, длиной от 4 до 5 мм, с эндоспермом и прямым зародышем. Время цветения на территории России — с апреля по июнь, время плодоношения — лето.
Число хромосом: 2n = 28.

## Химический состав, токсичность, биоактивность
В растении найдены различные биологически активные вещества: флавоноиды (флавонолы) кверцетин и кемпферол (в частности, кемпферол присутствует в листьях в форме различных галактозидов), а также, в корневище, изохинолиновый алкалоид лириоденин (оксоушинсунин). Кроме того, в растении найдены алкалоиды диметоксилириоденин и лизикамин, а также сапониноподобные вещества.
Все части растения ядовиты, особенно это относится к цветкам и корневищам.
Как метанольный, так и хлороформный экстракты корневища лизихитона камчатского обладают в эксперименте антиоксидантными свойствами.

## Использование
Растение выращивают как декоративное. В культуре — с 1886 года. В Главном ботаническом саду РАН (Москва) растения, привезённые с Сахалина и Курильских островов, успешно выращивались в течение более 30 лет на притенённом открытом участке. Вегетация происходила с мая по сентябрь, цветение — в апреле — мае, плодоношение — в июне. Размножение производилось искусственно семенами. Растения показали себя в культуре вполне устойчивыми, но требовательными к режиму увлажнения. Лизихитон камчатский рекомендуется в качестве раноцветущего декоративного растения для культивирования на берегах водоёмов, около ручьёв и в других сырых местах.
На Сахалине местное население собирает листья растения на корм домашним свиньям; после сбора листья измельчают и отваривают. Такое использование ядовитого растения возможно по причине того, что в листьях по сравнению с другими частями содержание ядовитых алкалоидов незначительно.
Все части растения применяются на Дальнем Востоке в народной медицине при заболеваниях дыхательных путей.

## Таксономия и классификация
Первое действительное описание этого вида растений было опубликовано во втором томе Species plantarum (1753). Карл Линней поместил этот вид в род Dracontium и описал его как Dracontium foliis lanceolatis («драконтиум с ланцетными листьями»); в качестве «тривиального названия» им было выбрано прилагательное camtschatcense («камчатский»). В соответствии с половой системой классификации, которую Линней использовал в этой работе, вид был отнесён к XX классу (Gynandria, Сростнопыльникопестичные), а внутри класса — к порядку Polyandria.

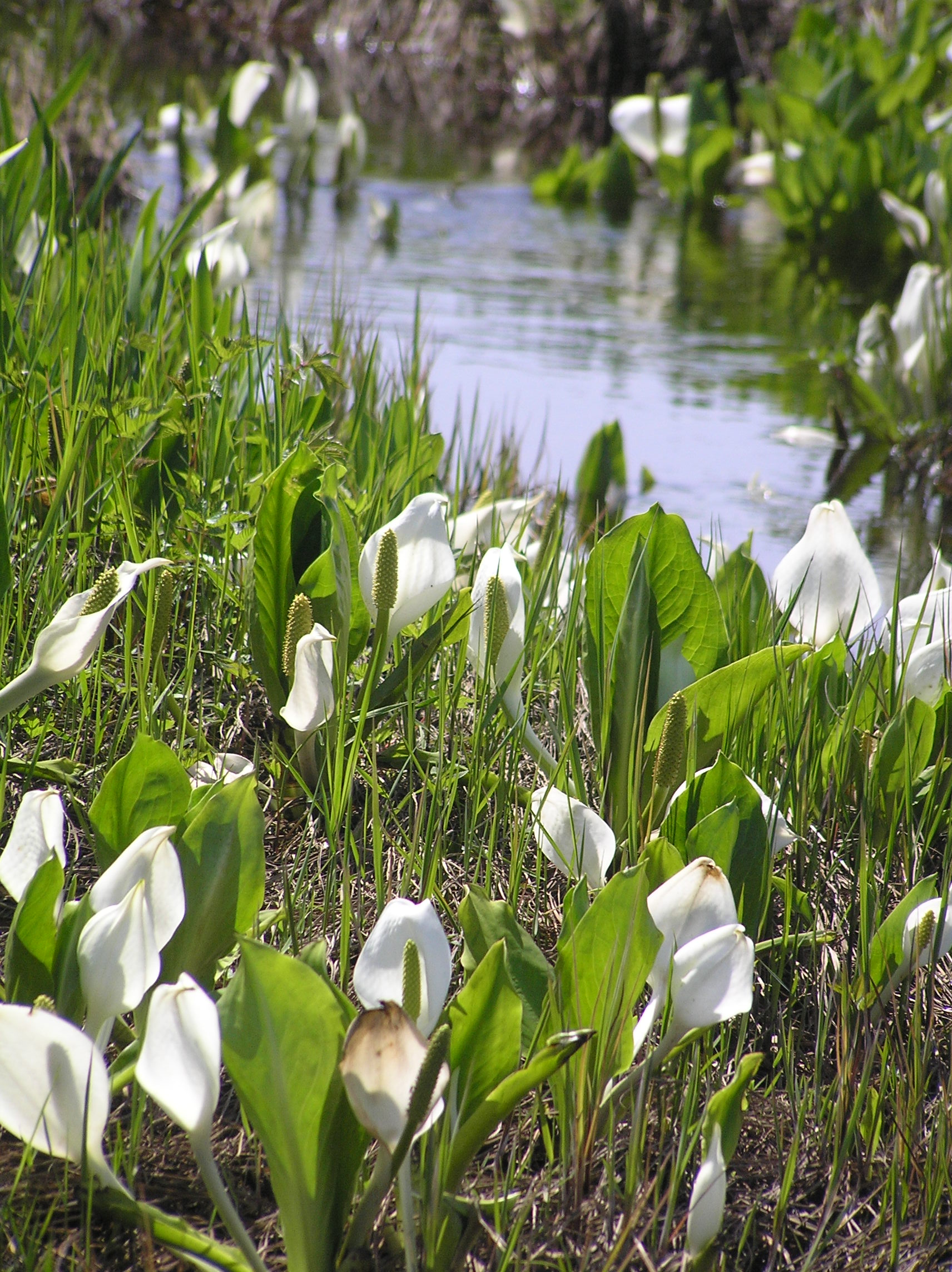
Цветущий лизихитон камчатский в окрестностях посёлка Урю (Хоккайдо, Япония)

Всего в род Dracontium Линней поместил пять видов. Согласно современной классификации, все они относятся к разным родам, своё таксономическое положение не поменял только Dracontium polyphyllum. Dracontium camtschatcense в 1857 году был выделен австрийским ботаником Генрихом Вильгельмом Шоттом, монографом семейства ароидных, в отдельный монотипный род Lysichitum. Орфографический вариант названия рода, использовавшийся Шоттом, сейчас почти не встречается, в большинстве современных источников используется вариант Lysichiton. Написание видового эпитета, использовавшееся Линнеем и Шоттом, также изменилось: сейчас правильной формой этого эпитета считается camtschatcensis. На официальном сайте проекта типификации названий линнеевских видов по состоянию на начало 2018 года не было информации относительно типификации названия Dracontium camtschatcense.
Лизихитон камчатский — один из трёх видов рода Lysichiton. Растения лизихитона, распространённые в Северной Америке, рассматривались изначально как относящиеся к тому же виду, что и азиатские растения этого рода, однако в 1931 году Эрик Хультен и Харольд Сент-Джон выделили их в отдельный вид, Lysichiton americanus — Лизихитон американский. Ареал этого вида охватывает североамериканское тихоокеанское побережье и отличается от лизихитона камчатского прежде всего покрывалом не белого, а жёлтого цвета. Третий вид рода — Lysichiton ×hortensis J.D.Arm. & B.W.Phillips (Lysichiton camtschatcensis × Lysichiton americanus): гибридный вид, описанный в 2011 году. По информации сайта Germplasm Resources Information Network, род Лизихитон относится к подсемейству Оронтиевые (Orontioideae) семейства Ароидные (Araceae). Ранее этот род рассматривали в составе трибы Calleae подсемейства Ароидные (Aroideae) либо в составе подсемейства Белокрыльниковые (Calloideae) того же семейства.

### Синонимы
По информации базы данных The Plant List (2013), в синонимику вида входят следующие названия:
- Arctiodracon camtschatcensis (L.) A.Gray
- Arctiodracon japonicum A.Gray
- Dracontium camtschatcense L.basionym
- Dracontium camtschaticum Spreng.
- Lysichiton album Makino
- Lysichiton camtschatcense (L.) Schott
- Lysichiton camtschaticus Schott
- Lysichiton japonicus (A.Gray) Schott ex Miq.
- Pothos camtschaticus Spreng.
- Symplocarpus camtschatcensis (L.) Bong.
- Symplocarpus kamtschaticus Bong.

## Комментарии
1. ↑  Другие линнеевские виды драконтиума сейчас относятся к родам Lasia (Dracontium spinosum L. = Lasia spinosa (L.) Thwaites), Monstera (Dracontium pertusum L. = Monstera adansonii Schott), Symplocarpus (Dracontium foetidum L. = Symplocarpus foetidus (L.) Salisb. ex W.P.C.Barton) и Lysichiton[16].